# Hydnophytum wilkinsonii
Hydnophytum wilkinsonii är en måreväxtart som beskrevs av John Horne och John Gilbert Baker. Hydnophytum wilkinsonii ingår i släktet Hydnophytum och familjen måreväxter. Inga underarter finns listade i Catalogue of Life.